# Plague Angel
Plague Angel è album pubblicato nel 2004 dalla band Black metal svedese Marduk.
Segna la svolta e la "rifondazione" dopo lo stravolgimento della formazione del gruppo, che tra il 2002 e il 2004 ha perso Fredrik Andersson, Erik "Legion" Hagstedt e B. War. Proprio per questa componente di forte novità, il disco ha destato grande attesa e curiosità.

## Tracce
1. The Hangman of Prague – 3:05
2. Throne of Rats – 2:42
3. Seven Angels, Seven Trumpets" – 2:47
4. Life's Emblem – 4:55
5. Steel Inferno – 2:23
6. Perish in Flames – 7:46
7. Holy Blood, Holy Grail – 2:27
8. Warschau – 3:18
9. Deathmarch – 4:10
10. Everything Bleeds – 3:33
11. Blutrache – 7:50

## Formazione
- Morgan Steinmeyer Håkansson - chitarra
- Mortuus - voce
- Magnus Devo Andersson - basso
- Emil Dragutinovic - batteria